# Концерт (музикална форма)
Концертът е музикална форма, при която един или няколко инструмента изпълняват солова партия при съотнасяне на своята тема с тази на съпровождащия оркестър.
Възниква в Италия през XVI – XVII в., но в сегашния си вид се оформя през XVIII в. в творчеството на Йохан Себастиан Бах и Антонио Вивалди. След тях и до наши дни концертът като форма присъства в творчеството на много композитори – Роберт Шуман, Фредерик Шопен, Йоханес Брамс, Франц Лист, Едвард Григ, Николо Паганини, Пьотр Чайковски, Антонин Дворжак, Сергей Рахманинов композират блестящи образци в този музикален жанр.
Обикновено концертът се нарича по името на водещия инструмент – концерт за пиано, за цигулка, виолончело и т.н. Обичайната форма е тричастна – първа бърза, втора бавна, трета бърза. Особена форма на концерта е „кончерто гросо“. Съществуват освен това концерти за хор и за глас и оркестър.